# Dotoramades basalis
Dotoramades basalis là một loài bọ cánh cứng trong họ Cerambycidae.